# Albert Pintat

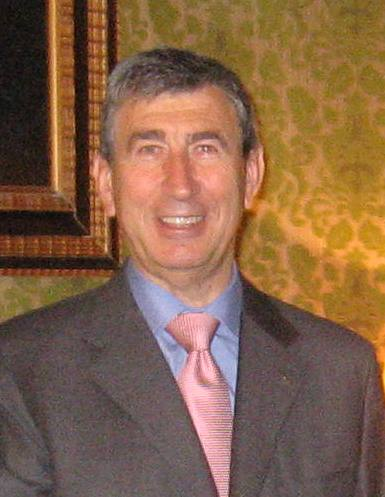
Albert Pintat

Albert Pintat Santolària (Sant Julià de Lòria, 23 juni 1943) is een politicus en een gewezen minister-president van Andorra.
Pintat is afgestudeerd aan de Universiteit van Fribourg in Zwitserland in 1967, met als hoofdvak Economie. Hij is lid van de Liberale Partij van Andorra. Van 30 mei 2005 tot en met 5 juni 2009 was Pintat minister-president.

## Carrière
- 1995-1997: Ambassadeur van Andorra voor de Benelux en de Europese Unie
- 1997-2001: Minister van Buitenlandse Zaken van Andorra
- 2001-2004: Ambassadeur van Andorra in Zwitserland en het Verenigd Koninkrijk
- 2005-2009: Minister-president van Andorra

Òscar Ribas Reig (1e) · Josep Pintat-Solans · Òscar Ribas Reig (2e) · Marc Forné Molné · Albert Pintat · Jaume Bartumeu · Antoni Martí · Xavier Espot Zamora